# Nundínio
Nundínio é uma palavra de origem latina (nundinium, uma versão derivada de nundinum) que tem o significado, para os romanos, de período de consulado. Esta acepção passou a ser utilizada durante o império romano, quando vários pares de cônsules eram criados em um ano — o período de um único consulado era chamado de nundinium.